# Kirkland Laing
Pour les articles homonymes, voir Laing.
Kirkland Laing est un boxeur britannique d'origine jamaïcaine né le 20 juin 1954 et mort le 9 juin 2021.

## Carrière
Champion d'Angleterre amateur en 1972 dans la catégorie poids plumes, il passe professionnel en 1975 et remporte le titre national des poids welters en 1979. Battu l'année suivante par Colin Jones lors de la première défense de ce titre, ses performances sont très inégales. Elles atteignent un sommet le 4 septembre 1982 en battant aux points dans un combat sans titre en jeu Roberto Duran, mais bien qu'élue surprise de l'année, cette victoire s'avère sans lendemain car Laing est mis KO dès le combat suivant.
Pourtant, alors âgé de 33 ans en 1987, il s'empare à nouveau de la ceinture de champion d'Angleterre puis devient un éphémère champion d'Europe EBU en 1990 aux dépens d'Antoine Fernandez. Il met finalement un terme à sa carrière à 40 ans en 1994 sur un bilan de 43 victoires, 12 défaites et 1 match nul.